# Le Prince de Sicile
Pour plus de détails, voir Fiche technique et Distribution.
Le Prince de Sicile (Mafia!) est un film américain réalisé par Jim Abrahams, sorti en 1998.

## Synopsis
L'ascension du fils d'un parrain de la mafia italienne ayant émigré aux États-Unis au début du XXe siècle et devant faire face aux rivalités ainsi qu'aux activités que lui incombe son nouveau statut.

## Fiche technique
- Titre français : Le Prince de Sicile
- Titre original : Mafia!
- Titre alternatif américain : Jane Austen's Mafia!
- Réalisation : Jim Abrahams
- Scénario : Jim Abrahams, Greg Norberg & Michael McManus
- Photographie : Pierre Letarte
- Montage : Terry Stokes
- Musique : John Frizzell
- Production : Bill Badalato
- Sociétés de production : Tapestry Films & Touchstone Pictures
- Société de distribution : Buena Vista Pictures
- Pays :  États-Unis
- Langue : Anglais, Italien
- Format : Couleur - Dolby Digital - 35 mm - 1.85:1
- Genre : Comédie, Parodie
- Durée : 83 min

## Distribution
- Jay Mohr (VF : Michel Mella) : Anthony Cortino
- Lloyd Bridges (VF : William Sabatier) : Vincenzo Cortino
- Christina Applegate (VF : Rafaèle Moutier) : Diane Steen
- Billy Burke (VF : Joël Zaffarano) : Joey Cortino
- Tony Lo Bianco (VF : Patrick Floersheim) : Cesar Marzoni
- Pamela Gidley (VF : Micky Sébastian) : Pepper Gianini
- Jason Fuchs (VF : Jackie Berger) : Vincenzo Cortino enfant
- Vincent Pastore (VF : Jacques Frantz) : Sal Gorgonzola
- Olympia Dukakis (VF : Katy Vail) : Sophia âgée
- Andreas Katsulas (VF : Bernard Tiphaine) : Narducci
- Louis Mandylor : Vincenzo Cortino jeune adulte
- Joe Viterelli : Dominick Clamato
- Seth Adkins (VF : Julien Bouanich) : Anthony Cortino enfant
- Gregory Sierra : Bonifacio
- Marisol Nichols : Carla
- Sofia Milos : Sophia jeune adulte

## Autour du film
- Il s'agit du dernier film de l'acteur Lloyd Bridges. Décédé quelques mois avant la sortie, le film lui est dédié.
- Le bateau au début du film permettant au jeune Vincenzo Cortino de quitter l'Italie s'appelle Il Pacino en référence à l'acteur Al Pacino.
- Les films parodiés :
  - Casino
  - Le Parrain
  - Les Affranchis
  - E.T. l'extra-terrestre
  - Forrest Gump
  - La Ruée vers l'or
  - Les Dents de la mer
  - Le Monde perdu : Jurassic Park
  - Chucky

## Distinction

### Nomination
- Young Artist Award
  - Meilleur acteur dans un film dans la catégorie jeune acteur pour Jason Fuchs